# Lucian Blaga
Lucian Blaga (9 de mayo de 1895-6 de mayo de 1961) fue un poeta, dramaturgo y filósofo rumano. Es considerado uno de los grandes poetas rumanos del siglo XX (identificándose como estilo con el expresionismo) y es el primer filósofo rumano que desarrolló un sistema. Aplicó sus teorías filosóficas en varias poesías, especialmente el "conocimiento luciférico" (opuesto al conocimiento racional, científico, que representa la luz, la claridad y que de esta manera destruye los misterios del universo). Fue elegido miembro de la Academia Rumana en 1936 y en 1956 fue nominado por la Academia Sueca para recibir el premio Nobel de Literatura. 

## Vida
En el 9 de mayo de 1895 Lucian Blaga nace en Lancrăm, un pueblo de la región de Alba, en Transilvania (entonces parte del Imperio austrohúngaro). Fue hijo de un sacerdote ortodoxo con preocupaciones culturales, su madre proviniendo también de una familia de tradición eclesiástica. Como alumno, fue primero de su clase en la escuela alemana de Sebeş, ciudad situada relativamente cerca de su pueblo natal. En este período conoce la vida de los campesinos rumanos y paisajes montañosos, que dejan en su espíritu una huella observable en su obra. 
En el colegio "Andrei Şaguna" de Braşov, sigue siendo un alumno notable, aunque la separación de su familia acentúa su tendencia a la introversión y su gran sensibilidad. Su salud está constantemente en peligro (mejorará con el tiempo) y por tanto Blaga contempla el problema de la muerte desde muy joven. En toda su obra se observa un amor, un deseo inmenso de vivir, mientras que su vida solitaria lo lleva a profundizar sus lecturas de literatura y filosofía. Viaja a Italia y Austria en interés de estudio y en 1917 es admitido en la Facultad de Filosofía de la Universidad de Viena. 
Estudia filosofía y, como asignatura secundaria, biología. También va con frecuencia a los cursos de historia del arte y estética. El 1 de diciembre de 1918 participa a la Gran Asamblea Nacional que votó la unión de Transilvania con Rumania. En 1919 hace su debut editorial como poeta y filósofo y en 1920 consigue el título de doctor en filosofía con su tesis "Kultur und Erkenntnis" ("Cultura y conocimiento"). Los años universitarios también son los años del gran amor para Cornelia Brediceanu y en 1920 los dos se casan. 
Entre 1920 y 1924 vive en Cluj, activando en dominios como poesía, filosofía y periodismo, colaborando en varias revistas literarias. Recibe un premio de la Academia Rumana para "Poemele luminii" ("Los poemas de la luz"), su primer volumen de poesías y para "Pietre pentru templul meu" ("Piedras para mi templo"), colección de aforismos. 
En 1924 publica un nuevo volumen de poesías, "In marea trecere" ("En la gran transición") y tiene lugar el estreno de su obra de teatro "Zamolxis" en el teatro húngaro de Cluj. También colabora en el periódico checo "Prager Presse" con artículos sobre la vida cultural de Rumanía. 
En 1925 publica sus obras de teatro "Daria" y "Fapta" ("La hazaña") y los volúmenes de ensayos filosóficos "Fenomenul originar" ("El fenómeno originario") y "Feţele unui veac" ("Las caras de un siglo").
En 1926 colabora en la revista "Banatul" de Timisoara y en "Universul literar" y publica la colección de artículos "Ferestre colorate" ("Ventanas coloreadas"). Es nombrado agregado de prensa en la legación rumana de Varsovia y colabora en periódicos polacos. 
En 1927 Blaga es trasladado a la legación rumana de Praga (el año siguiente será trasladado a Berna, donde permanecerá, como agregado y después como secretario de prensa, hasta 1932). Es publicado "Meşterul Manole"("El Maestro Manole"), una reinterpretación de "Monastirea Argeşului", una obra maestra del folclore rumano. El estreno es en 1929, en el Teatro Nacional de Bucarest. También es representado en el Teatro Municipal de Berna. En el mismo año publica su volumen de versos "Lauda somnului" ("Elogio del sueño").
En 1930 es publicado el estudio filosófico "Daimonion" y la obra de teatro "Cruciada copiilor" ("La cruzada de los niños"), cuyo estreno es en el Teatro Nacional de Cluj, en el 16 de abril. Nace la hija del poeta, Dorli. 
En 1931 publica "Eonul dogmatic" ("El eón dogmático"), la primera parte de "Trilogia cunoaşterii" ("La trilogía del conocimiento"), parte de su sistema filosófico. Entre 1932 y 1937 regresa a Viena como secretario de prensa y después consejero de la legación rumana. 
En 1933 son publicadas "La cumpăna apelor" ("Al equilibrio de las aguas") y la segunda parte de "La trilogía del conocimiento", "Cunoaşterea luciferică" ("El conocimiento luciférico")
En 1934 termina su trilogía, publicando "Cenzura transcendentă" ("La censura trascendente") y publica la obra de teatro "Avram Iancu". "El Maestro Manole" es representado en el idioma polaco en Leópolis.
En 1935 es el estreno de su drama "Avram Iancu" en el Teatro Nacional de Cluj (1 de febrero) y en el Teatro Nacional de Bucarest (15 de septiembre). Blaga recibe "El Gran Premio Hamangiu" de la Academia Rumana. 
En 1936 aparecen (en enero y diciembre) los primeros dos volúmenes de "Trilogia culturii" ("La trilogía de la cultura") : "Orizont şi stil" ("Horizonte y estilo") y "Spaţiul mioritic" ("El espacio miorítico", referencia al lugar del poema popular "Mioriţa" en la cultura rumana). Blaga es elegido miembro activo de la Academia rumana. 
En 1937 Blaga presenta su discurso de aceptación en la Academia : "Elogiul satului românesc" ("Elogio del pueblo rumano"), ligado a una afirmación que hace en una de sus poesías : "Yo creo que la eternidad nació en el pueblo". Es transferido en la legación rumana de Berna. Termina "La trilogía de la cultura" con "Geneza metaforei" ("La génesis de la metáfora") y "Sensul culturii" ("El sentido de la cultura").
En 1938 es publicado su volumen de poesías "La curţile dorului" ("A las cortes de la añoranza") y es nombrado profesor de filosofía de la cultura en Cluj. En 1939 es publicado el volumen "Artǎ şi valoare" ("Arte y valor"), que será integrado en "La trilogía de los valores". Concluye su carrera diplomática y Blaga permanece profesor en la Universidad de Cluj. 
En 1940, después del Dictado de Viena, Blaga se muda a Sibiu, donde funciona temporalmente la Universidad de Cluj. Publica "Diferenţialele divine" ("Las diferenciales divinas", el primer volumen de "Trilogia cosmologică" ("La trilogía cosmológica"). 
En 1941 es publicado el volumen "Despre gândirea magică" ("Sobre el pensamiento mágico"), perteneciente a "La trilogía de los valores". En 1942 presenta conferencias en las universidades de Viena y Praga. Son publicadas la edición definitiva de la obra poética de Blaga, "Poezii" ("Poesías") y de la obra dramática. "La trilogía de los valores" es continuada con los volúmenes "Ştiinţă si creaţie" ("Ciencia y creación") y "Religie si spirit" ("Religión y espíritu"). 
En 1943 publica su volumen de poesías "Nebănuitele trepte" ("Los escalones insospechados") y en 1944 su obra de teatro "Arca lui Noe" ("El arca de Noé"). 
En 1945 es publicada una colección de aforismos, "Discobolul" ("El discóbolo"). Escribe la obra de teatro "Anton Pann". Es publicado en Helsinki un volumen de poesías de Blaga, bajo el título "Aura ja huilu". Es la primera publicación de poesías de Blaga en otro idioma. 
Entre 1945 y 1948 Blaga presenta en Cluj conferencias públicas acerca de personalidades como Dimitrie Cantemir, Nicolae Titulescu o Maxim Gorki. 
En 1946 Blaga regresa a Cluj, después de una ausencia de 6 años. Termina "Hronicul şi cântecul vârstelor" ("La crónica y la canción de las edades"), obra que había empezado en 1945. Se publica "La trilogía de los valores", mientras que "Horizonte y estilo" es traducido en italiano y publicado en Milán. 
En 1948 publica la segunda parte de "La trilogía cosmológica", "Aspecte antropologice" ("Aspectos antropológicos") y en 1949 es nombrado profesor en el Instituto de Historia y Filosofía de Cluj. 
Entre 1949 y 1953 elabora su estudio sobre "El experimento y el espíritu matemático", desarrollando ideas y temas que había planteado en "Ciencia y creación". 
En 1950 escribe un libro intitulado "Los pensadores rumanos en la Transilvania del siglo XVIII", que aparecerá después de su muerte. Empieza a traducir "Fausto" de Goethe, poeta y pensador para el cual Blaga sentía una gran admiración. 
En 1951 es nombrado bibliotecario-jefe de la Biblioteca de la Academia de Cluj, una filial de la Biblioteca académica. Entre 1954 y 1958 trabaja en varias traducciones y artículos para la revista Steaua. En 1958 llegan a la imprenta dos volúmenes de las "Obras" de Lessing, en la versión de Blaga. 
En el 6 de mayo de 1961 muere Lucian Blaga y es enterrado en Lancrăm.

## Obra

### Poesía
- "Los poemas de la luz" (1919)
- "Los pasos del profeta" (1921)
- "En la gran transición" (1924)
- "Elogio al sueño" (1929)
- "Al equilibrio de las aguas" (1933)
- "A las cortes de la añoranza" (1938)
- "Poesías" (1943)
- "Poesías" (1962)

### Teatro
- "Zamolxe" (1921)
- "El enturbiamiento de las aguas" (1923)
- "Daria" (1925)
- "La hazaña" (1925)
- "La resurrección" (1925)
- "El maestro Manole" (1927)
- "La cruzada de los niños" (1930)
- "Avram Iancu" (1934)

### Filosofía y ensayística
- "Piedras para mi templo" (1919)
- "Cultura y conocimiento" (1922)
- "La filosofía del estilo" (1924)
- "Las caras de un siglo" (1925)
- "Ventanas coloreadas" (1926)
- "El eón dogmático" (1931)
- "El conocimiento luciférico" (1933)
- "Horizonte y estilo" (1936)
- "El espacio miorítico" (1936)
- "La génesis de la metáfora y el sentido de la cultura" (1937)
- "Arte y valor" (1939)
- "Sobre el pensamiento mágico" (1941)
- "Religión y espíritu" (1942)
- "Ciencia y creación" (1942)
- "La trilogía del conocimiento" (1943)
- "La trilogía de la cultura" (1944)
- "El discóbolo" (1945)
- "La trilogía de los valores" (1946)
- "La crónica y la canción de las edades" (1946)

## Traducciones al castellano
- Bonilla, Slaymen (2014), Introducción, Traducción y Notas del "Conocimiento Luciferino" de Lucian Blaga, Cuernavaca, Morelos (México), CIDHEM (Tesis de Maestría).